# Pojok (Garum)
Pojok is een bestuurslaag in het regentschap Blitar van de provincie Oost-Java, Indonesië. Pojok telt 7624 inwoners (volkstelling 2010).